# Thorictus kaznakovi
Thorictus kaznakovi is een keversoort uit de familie spektorren (Dermestidae). De wetenschappelijke naam van de soort werd in 1904 gepubliceerd door R. Schmidt.